# Câmara Municipal de Wellington

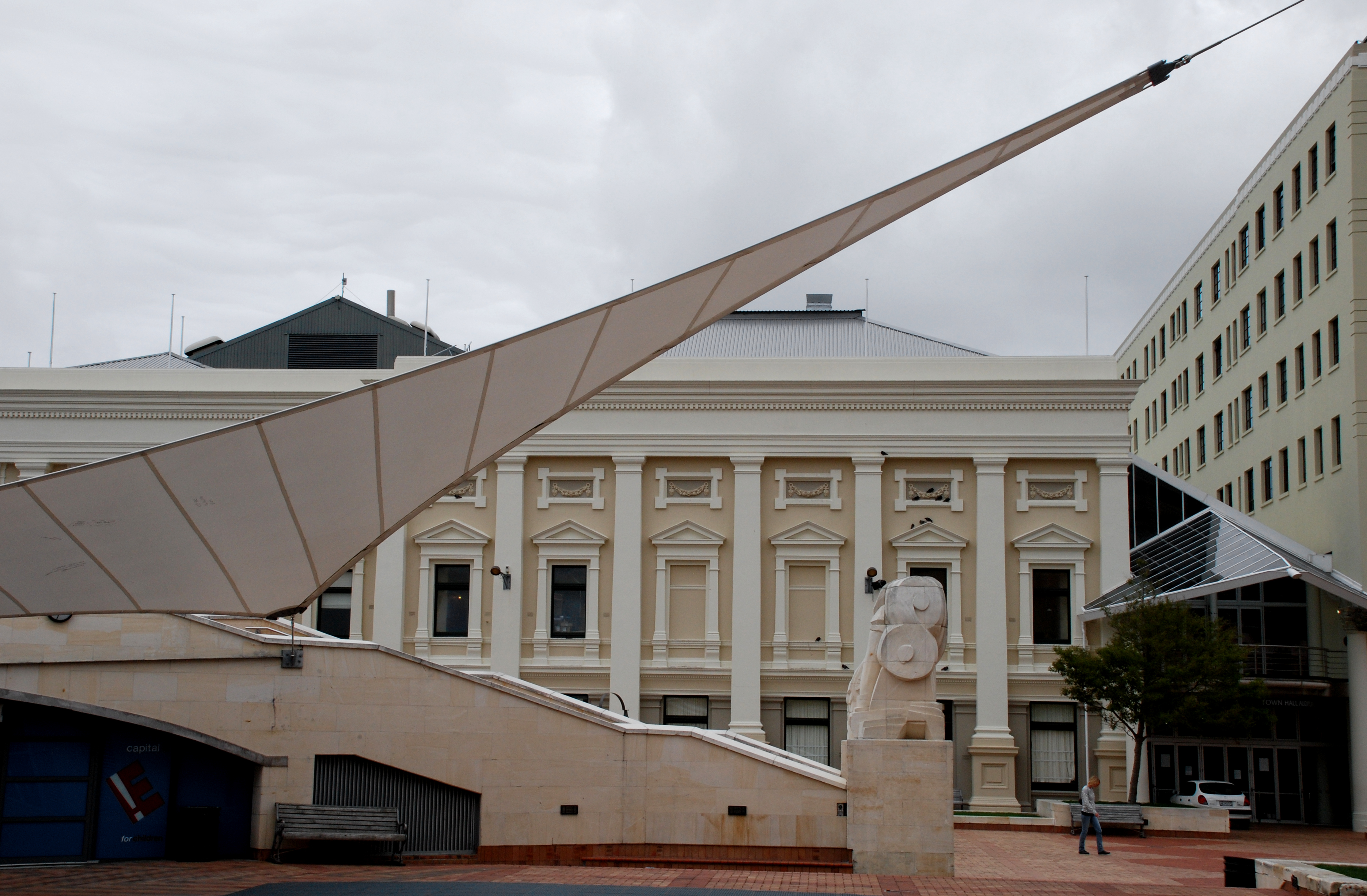
Câmara Municipal de Wellington.

A Câmara Municipal de Wellington é uma sala de concertos e câmara municipal em Wellington, Nova Zelândia. A construção começou em 1902 e o edifício foi oficialmente aberto em 7 de Dezembro de 1904.
A fachada da câmara municipal (a que está virada para a Cuba Street) possuía um pórtico em estilo românico e uma torre do relógio com 150 pés. Não houve nenhum relógio na torre até 1922, quando John Blundell, dono do The Evening Post, doou um. Em 1934 a torre foi removida, como precaução, após o terramoto de Hawke's Bay em 1931, e o principal pórtico, o frontão, o balaústre e cornija foram também removidos. O edifício foi atingido por dois terramotos; um em 1942 e outro em 1943. Nessa altura os capitéis de ordem coríntia, no exterior, foram substituidos por capitéis de ordem toscana.
Em 1980 o Centro Michael Fowler foi construído em frente da entrada principal do edifício, tapando-a e antecipando a demolição do edifício. No entanto, a Associação dos Sítios Históricos da Nova Zelândia persuadiu o Município de Wellington a manter a Câmara Municipal.Em 1989 foram criados planos para a Praça Cívica, entre a Câmara Municipal e a antiga biblioteca. Como parte disto, a câmara municipal foi completamente restaurada de 1991 a 1992. Durante o processo a câmara de concerto foi demolida e substituída por salas de recepção.
O auditório principal tem uma das melhores acústicas do mundo. Nele ocorreram numerosos concertos (incluindo um dos Beatles), assim como espectáculos de moda, reuniões de debutantes, etc.
Embora os escritórios municipais não sejam todos na câmara municipal, a câmara ainda alberga o escritório do prefeito e vários outros escritórios.